# 徐晓 (1972年8月)
徐晓（1972年8月—），男，江西南昌人，中华人民共和国政治人物，中国共产党党员。武汉工业大学毕业，华中科技大学工商管理硕士研究生学历。

## 生平
历任中国长江动力公司（集团）团委书记、党委副书记、纪委书记，共青团武汉市委副书记、书记，中共武汉市汉阳区委副书记、代区长、区长等职。
2008年11月任共青团中央青年志愿者工作部部长，次年7月改任城市青年工作部部长。2013年6月，当选共青团中央书记处书记。2016年11月，兼任团中央直属机关党委书记。
2023年6月，升任共青团中央书记处常务书记，晋升副部级。2023年10月，当选十三届全国青联主席。2025年7月，连任第十四届全国青联主席。